# Obrănești
Obrănești (węg. Ábránfalva) – wieś w Rumunii, w okręgu Harghita, w gminie Ulieș. W 2011 roku liczyła 12 mieszkańców.